# Machine (Yeah Yeah Yeahs)
Machine è un EP realizzato dalla indie rock band Yeah Yeah Yeahs. È stato pubblicato il 5 novembre 2002 dalla Touch and Go Records. Di questo EP fa parte un singolo, Machine, che è stato distribuito soltanto nel Regno Unito.

## Tracce
1. Machine – 3:20
2. Graveyard – 1:35
3. Pin (remix) – 1:20

## Formazione
- Karen O: voce
- Nick Zinner: chitarra
- Brian Chase: batteria